# Norfolk Southern Railway

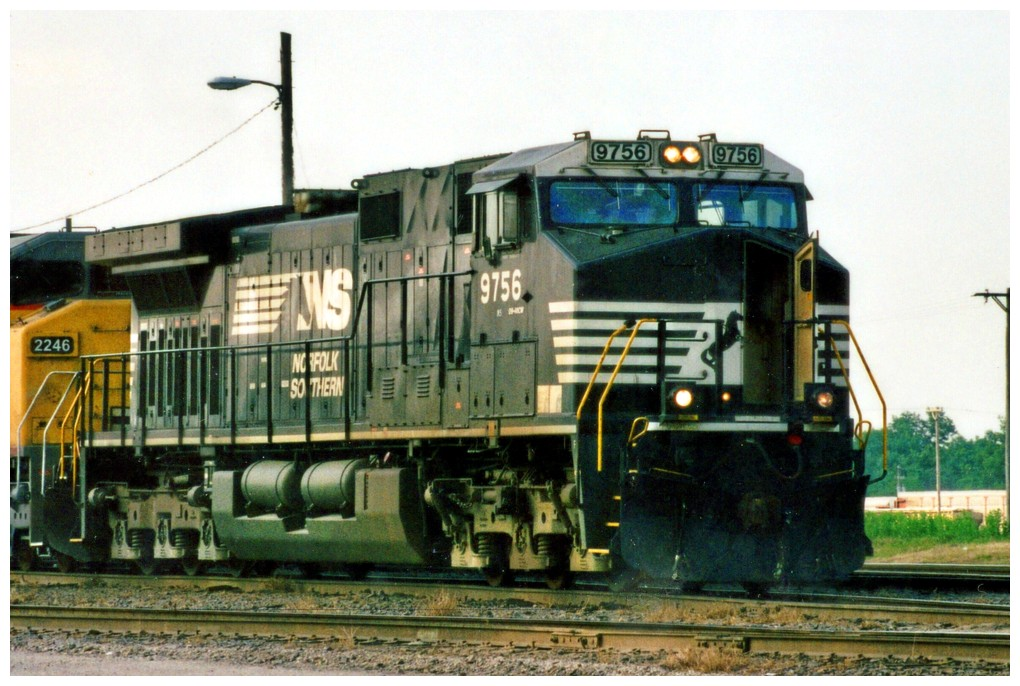
NSR-locomotief 9756, GE C40-9W (Dash 9-40CW)

Norfolk Southern Railway (reporting mark: NS) is een Amerikaanse spoorwegmaatschappij met het hoofdkantoor in Norfolk, Virginia. Het is een zogenaamde Class I railroad. Norfolk Southern Corporation is de beursgenoteerde eigenaar van Norfolk Southern Railway Company.

## Activiteiten
De maatschappij heeft zo'n 35.000 kilometer aan spoorlijnen in 22 Amerikaanse staten en het District of Columbia. De vracht die wordt vervoerd zijn granen, bos- en houtproducten, chemicaliën, metalen en mineralen, auto's, containers en steenkool.
Het intermodale transport levert de grootste bijdrage aan de omzet. NSR heeft een netwerk met 48 terminals en aansluiting naar elke grote haven aan de oostkust tussen New York en Jacksonville. Het vervoer van steenkool draagt zo'n 15% bij aan de omzet in 2022. NSR haalt de kolen op uit de mijnen in Kentucky, Pennsylvania, Tennessee, Virginia en West Virginia. In 2022 vervoerde het zo'n 75 miljoen ton steenkool naar de elektriciteitscentrales en de exporthavens aan de oostkust.
Norfolk Southern Corporation heeft een beursnotering aan de New York Stock Exchange en veruit het belangrijkste bezit is Norfolk Southern Railway Company.

## Geschiedenis
De oudste voorloper van het huidige bedrijf is de South Carolina Canal & Rail Road Company. Dit bedrijf werd opgericht in 1827, maar in 1830 werd de eerste rit met een trein gemaakt.
De basis voor het huidige netwerk werd in 1982 gelegd: Norfolk & Western en Southern Railway richtten samen de Norfolk Southern Corporation op. Deze holding hield de aandelen van beide spoorwegbedrijven. Op 31 december 1990 werd de Southern Railway hernoemd naar Norfolk Southern Railway en werd het Norfolk and Western Railway ondergebracht bij Norfolk Southern Railway.
In 1999 werd het netwerk aanzienlijk uitgebreid met de overname van meer dan de helft (58%) van Conrail. In samenwerking met CSX Corporation kochten de twee Conrail en splitsten het bedrijf vervolgens op.